# Verónica Cereceda
Verónica Cereceda Bianchi (siglo XX- ) es un antropóloga y etnóloga chilena, su área de especialización ha sido el estudio de los textiles andinos.
Cereceda realizó estudios en antropología obteniendo su licenciatura en esa área, en 1985 obtuvo una maestría en la  Pontificia Universidad Católica del Perú con el trabajo Aproximación a una estética andina: de una idea de belleza a una idea de meditación, realizó estudios en la  Ecole des Hautes Etudes en Sciences Sociales obteniendo uno de sus doctorados en París. Cuenta con 2 doctorados, uno en etnología y otro en semiótica general. Es presidenta de la  fundación para el Etnodesarrollo y la Investigación Antropológica ASUR.

## Biografía
Hija de Lila Bianchi Gundián y hermana de la muralista Carmen Cereceda, Verónica Cereceda nació y vivió la primera parte de su juventud en Chile, posteriormente junto a Gabriel Martínez comenzaron a realizar viajes hacia el norte bajo el impulso del Teatro Popular. Durante estos viajes llegaron a Bolivia en 1966 y conocieron el norte de La Paz, presentaron diferentes obras teatrales y trabajaron con el grupo Ukamau y Jorge Sanjinés, debido al establecimiento de las dictaduras volvieron a Chile en 1971 donde estudiaron antropología, retornando a Bolivia al concluir el periodo de conflictos políticos.
El interés de Cereceda en Bolivia fue inicialmente trabajar en un estilo de teatro social en el que el público se involucre, de esa manera conocieron en la Universidad Técnica de Oruro un proyecto de teatro indígena, junto a su proyecto artístico visitaron Charazani donde se dieron cuenta de que les interesaba trabajar con las personas y su cultura, decidiendo posteriormente estudiar antropología.   
Cereceda se interesó mucho por los textiles Jalq'as y Tarabuco, realizando estudios en muchas comunidades de Chuquisaca y Potosí que los producían.

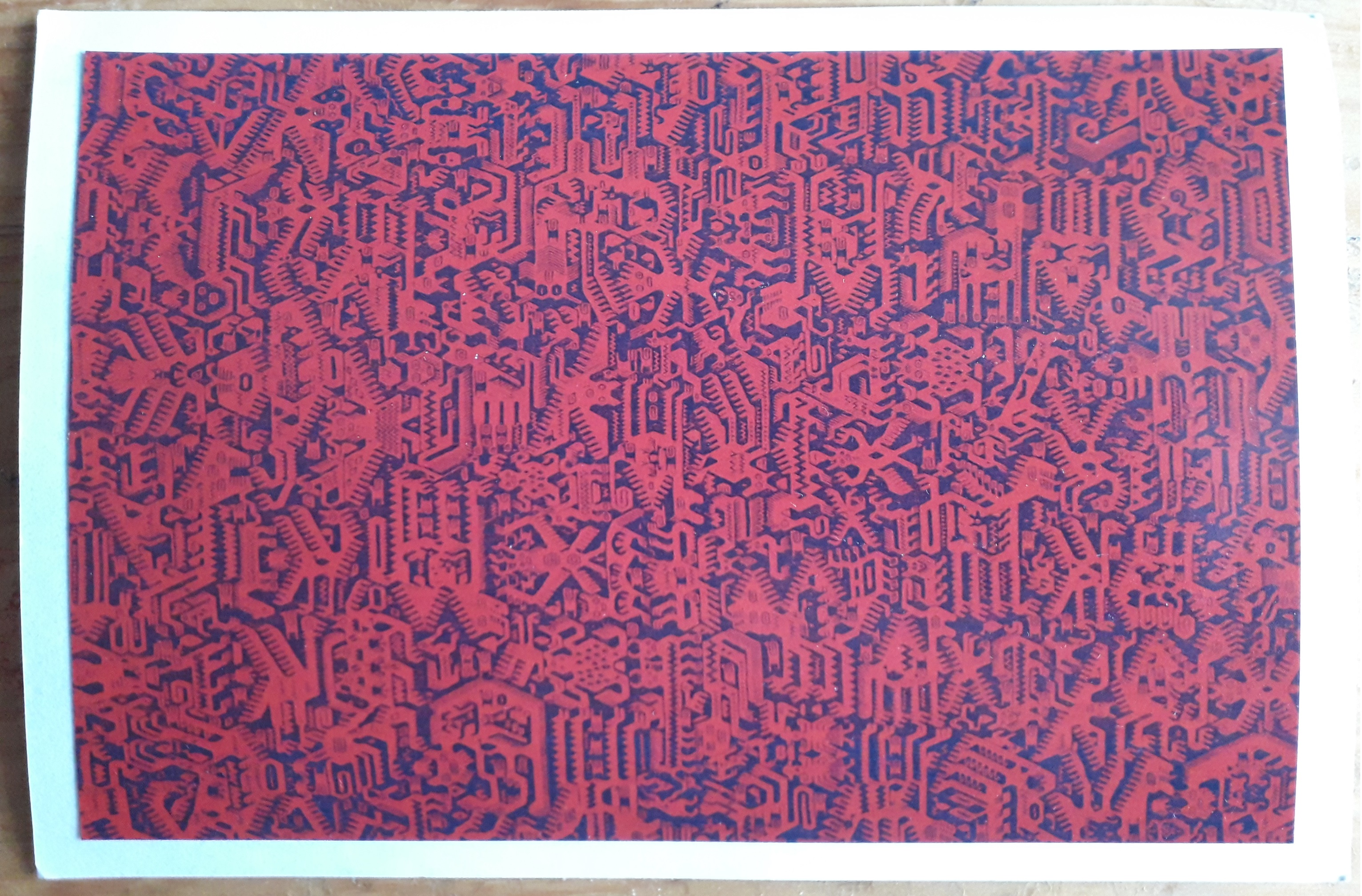
Ejemplo de tarjeta postal vendida en el Museo de arte indígena ASUR (textil femenino, Área cultural lalq’a, Chuquisava. Programa de renacimiento del arte Indígena, Sucre – Bolivia).

En 2014 trabajó en la postulación de las danzas de Pujjllay y Ayachiri de la cultura Yampara de Bolivia para su reconocimiento como  Patrimonio Cultural Inmaterial de la Humanidad, reconocimiento que fue obtenido en 2014.

## Obra
Ha realizado diferentes investigaciones y publicado libros sobre el tema de textiles y su estudio semiológico, entre ellas podemos citar:
- Mundo Quechua (La Paz: Ayni Ruway, 1980)
- The semiology of Andean Textiles: the talegas of Isluga  en Anthropological History of Andean Polities, ed. John Mura, Nathan Wachtel, and Jacques Revel (Cambridge UP, 1986)
- A partir de los colores de un pájaro . . . ” Boletín del Museo Chileno de Arte Precolombino, n.º 4 (1990)
- ¿Infiernos Cristianos, Infiernos Andinos? Mundos demoníacos en la imaginería actual de Los Andes, en la  Enciclopedia Iberoamericana de Religiones. Tomo: Mitologías (Madrid: Ed. Trotta, 2006)
- Una diferencia, un sentido: los diseños de los textiles Tarabuco y Jalq'a, Verónica Cereceda; Johnny Dávalos; Jaime Mejía; ASUR ed. (1993).
- El museo de arte indígena de la fundación Asur. una experiencia especial, Chungará (Arica) vol.51 no.2 Arica jun. 2019
- Semiología de los textiles andinos: las Talegas de Isluga, Verónica Cereceda, Annales (1978) ,33-5-6 pp. 1017-1035, numéro thématique: Anthropologie historique des sociétés andines
- Diseños en aqsus Tarabuco-Yampara. ASUR
- Los Tata Sombra. Estructuras de poder en el ayllu Tinkipaya.  ASUR- T’inki-Bolivia
- Los diseños de los textiles Tinkipaya. ASUR- Manos Unidas
- Análisis y catálogo de textiles jalq’a del Municipio de Ravelo. Canadian Lutheran World Relief.  Santa Cruz. Bolivia
- Textiles indígenas Sauce Mayu y Teja Wasi (Ravelo). Investigación y fotografías
- Almas, puqllay y pukara. Colección Cultura Comunitaria del Sur de Bolivia n.º 10. ASUR
- Moro Moro Jawariykuna. Cuentos de Moro Moro. Ravelo. ASUR. (Notas a los cuentos y presentación/Edición de circulación  comunitaria)
- Poromamanta T’inkipayamanta Jawariykuna. Cuentos de Poroma y T’inkipaya.  ASUR – T’inki Bolivia
- Los Jalq'a. Una cultura viva. ASUR (consultar en línea)
- Renacimiento de un arte indígena. Los textiles jalq’a y tarabuco del centro sur de Bolivia. ASUR (Cartilla)

## Distinciones y reconocimientos
- Medalla Adela Zamudio, otorgada por el Gobierno Municipal de Sucre, 2003.
- Premio a la  Promoción Cultural Gunnar Mendoza, otorgado por el Estado Boliviano, 2004.
- Medalla Gabriela Mistral, en el  Grado de Comandante, otorgado por el Ministerio de Educación de Chile, 2005.
- Premio Nacional de Ciencias Sociales y Humanas del PIEB y la Academia Nacional de Ciencias de Bolivia, 2008[3]
- Ganadora de la beca de la Fundación Guggenheim en el campo de la antropología, 2009.[19]
- Dúo Taino placa conmemorativa del director general de UNESCO.
- Reconocimiento de la Fundación del Banco Central de Bolivia a su labor en la investigación en el Departamento de Chuquisaca, 2017.[20]